# Epoca pietrei pe teritoriul României
Cea mai veche perioadă a istoriei, Epoca pietrei, debutează în spațiul românesc acum circa 600.000 de ani prin așa numita cultură de prund din paleoliticul inferior și ale cărei vestigii au fost descoperite pe valea Dârjovului, dar și pe văile râurilor Cotmeana, Vedea, râul Dâmbovnic.
Dacă paleoliticul inferior este vizibil mai ales în regiunile sub-carpatice, paleoliticul mijlociu este reprezentat în special prin Cultura musteriană, prezentă în peșterile din Carpații Meridionali, la Baia de Fier, Cioclovina, Nandru și Ohaba-Ponor. 
În paleoliticul superior se accentuează regionalizarea culturilor arheologice.
Astfel, aurignacianul mijlociu e întâlnit la Cremenea, Sita Buzăului, prin zonele Oaș, Maramureș și prin diverse zone din Moldova și Muntenia.
Cultura gravettinană timpurie era răspândită prin zona Moldovei, Basarabiei, ca apoi să se propage prin Transilvania,  Oaș, Maramureș, Banat.
Epipaleoliticul (mezoliticul) de pe teritoriul românesc cuprinde două mari grupe culturale:
- culturile locale ale paleoliticului superior, supraviețuitoare ale ultimei glaciații (mai ales în Moldova, Muntenia, Banat);
- culturile alogene (azilian, swiderian, tardenoisian) din Carpații Orientali, Banat, Porțile de Fier.